# Hemiliostraca montrouzieri
Hemiliostraca montrouzieri is een slakkensoort uit de familie van de Eulimidae. De wetenschappelijke naam van de soort is voor het eerst geldig gepubliceerd in 1872 door Souverbie.